# Astilbe
Astilbe es un género de plantas herbáceas fanerógamas,  de la familia de las Saxifragaceae.  Las especies de Astilbe son nativas del este y sur de Asia. Se cultivan como perennes herbáceos robustos, por su hermoso  follaje y sus plumosas flores. Requieren sombra y un suelo turboso para su cultivo.  

## Especies
- Astilbe chinensis (Maxim.) Franch. & Sav.
- Astilbe crispa (Arends) Bergmans
- Astilbe davidii Henry
- Astilbe grandis Stapf ex E.H.Wilson
- Astilbe japonica (C.Morren & Decne.) A.Gray
- Astilbe rivularis Buch.-Ham. ex D.Don
- Astilbe rubra Hook.f. & Thomson
- Astilbe simplicifolia Makino
- Astilbe thunbergii (Siebold & Zucc.) Miq.
  - Astilbe thunbergii var. congesta H.Boissieu

- Datos: Q159001
- Multimedia: Astilbe / Q159001
- Especies: Astilbe